# Le Bonheur au bout du chemin 3
Pour les articles homonymes, voir Anne... la maison aux pignons verts (homonymie) et Anne of Green Gables.
Pour plus de détails, voir Fiche technique et Distribution.
Anne… la maison aux pignons verts : Les Années de tourmente au Québec ou Le Bonheur au bout du chemin 3 en France (Anne of Green Gables: The Continuing Story) est le troisième volet des feuilletons télévisés canadiens, d'après le roman Anne… la maison aux pignons verts. Réalisé par Stefan Scaini, ce dernier volet de la trilogie prend place pendant la Première Guerre mondiale. Il a été diffusé les 5 et 6 mars 2000 sur le réseau CBC.
Au Québec, le téléfilm a été diffusé en quatre parties du 22 août au 12 septembre 2000 à la Télévision de Radio-Canada, et en France sur M6.

## Synopsis
Cela fait un petit moment déjà que Gilbert et Anne sont fiancés mais retardent leur mariage. Le troisième volet s'ouvre sur Anne qui se penche au-dessus l'eau alors qu'elle est sur le pont du ferry l'amenant à Avonlea. Diana l'attend dans un buggy et nous fait part du fait que sa tante Joséphine est décédée et qu'elle lui a laissé son immense fortune. Diana est mariée et mère de deux enfants mais son comportement a changé, elle est hautaine avec son mari et ne lui adresse la parole que pour lui faire des remontrances. Tout ceci se déroule sur le fond de la Première Guerre mondiale et du départ des hommes pour la France. On voit Fred, le mari de Diana observer les jeunes soldats avec une certaine envie dans le regard. Diana quant à elle emmène Anne voir les pignons verts et Anne nous explique qu'elle n'y a pas remis les pieds depuis la mort de Maryla et la vente de la maison. Elle découvre alors avec stupeur l'état déplorable dans lequel la maison se trouve, le propriétaire l'ayant loué à une famille nombreuse qui la qualifie de taudis. Anne en est très peinée mais continue de vivre et attend avec impatience le retour de Gilbert du continent où il est interne en médecine.
Diana en fait part à Gilbert en secret ce qui lui donne l'occasion de faire une visite surprise à sa fiancée. La scène se déroule sur la plage d'Avonlea et les deux amoureux s'apprêtent à se serrer dans les bras au moment où Anne fait une chute et tombe le nez dans la poussière et rigolant. En parallèle Fred fait part à Gilbert de son envie de rejoindre l'armée. Gilbert fait alors une proposition à Anne, celle de retarder leur mariage une fois de plus et de le suivre à New York où on lui a offert une poste de chirurgien dans un grand hôpital, Anne décide de l'y suivre au grand désarroi de Diana qui avait déjà tout prévu pour le mariage.
Anne et Gil se retrouvent donc à New York où pendant que Gil se fait à son nouveau poste, sa fiancée est engagée dans une maison d'édition comme correctrice. Elle se lie alors d'amitié avec le fils du directeur, Jack Garisson, un auteur à succès désespéré de ne plus trouver quoi écrire. Anne lui montre alors un jet de son nouveau livre qu'il trouve admirable et lui fait une proposition complètement inattendue: faire publier le livre sous leurs deux noms, Anne profiterait ainsi de la notoriété de Jack. Anne, après mûre réflexion, accepte sa proposition et se met tout de suite au travail, Jack apportant seulement quelques corrections à sa façon d'écrire. Mais lorsque le livre paraît Anne voit qu'il n'y a qu'un seul nom sur la couverture et que ce n'est pas le sien elle a donc une confrontation avec le directeur auquel elle remet sa démission et avec Garisson auquel elle explique sa façon de penser. Gilbert, quant à lui, a du mal à vivre devant les responsabilités qu'on lui donne et annonçant la mort de sa femme et de son enfant à un homme, l'homme concerné lui reproche la mort de sa femme qui avait attendu des heures avant que Gil la prenne en charge. Le "mentor" de Gil ordonne que l'on fasse sortir monsieur et ses enfants et alors Gil annonce lui aussi sa démission.
Par la suite il fait part à Anne de son intention de retourner à Avonlea et de l'épouser là-bas, ce qu'elle accepte avec joie. De retour à Avonlea ils préparent le mariage et passant devant les pignons verts au grand malheur d'Anne qui ressent toujours un pincement au cœur, Gil lui annonce qu'il a racheté la maison. Pendant les préparatifs du mariage Fred annonce à Diana son intention de partir, ce qu'elle refuse lui prétextant qu'il devrait faire passer sa famille avant tout, Fred demande alors à Gilbert de le conduire au bateau sans avertir Diana.
De retour du bateau, Diana comprend ce qu'a fait Gil et éclate en sanglots devant une Anne complètement surprise.
Au cours d'une promenade Gil et Anne rencontrent Josie Pye et son mari et parlent de l'engagement de celui-ci pour le front et du petit cabinet ouvert par Gil. Josie lui fait alors la remarque cinglante qu'il devrait être sur le front lui aussi. S'ensuit une scène dans la maison aux pignons verts dans laquelle Anne fait des travaux de tapisserie au moment où Gilbert lui annonce qu'il part lui aussi sur le front comme médecin de campagne. La colère d'Anne est alors visible et un morceau de tapisserie s'enflamme alors et se répand dans la maison, heureusement les pompiers arrivent à temps et réussissent à sauver la maison.
Anne et Gil se marient dans l'église d'Avonlea, Gil en tenue de soldat.
Des mois se passent après le départ de Gilbert et nous voilà en janvier 1918, Anne est institutrice à Avonlea et occupe ses journées à écrire. Au cours d'une promenade en ville, elle rencontre Rachel qui lui apprend que Diana est sans nouvelle de Fred qui est porté disparu, elle apprend aussi la mort du mari de Josie et de plusieurs autres enfants du pays. Elle se rend alors à la poste où les lettres qu'elle avait envoyées à Gil lui sont revenues avec le tampon "déplacement inconnu". Une messe en l'honneur de la mort des soldats et de ceux portés disparus a lieu en l'église d'Avonlea et Anne annonce à Diana qu'elle part retrouver son mari et Diana lui explique qu'elle vend sa maison, Anne lui demande alors de s'installer aux pignons verts.
Anne s'est engagée comme volontaire à la Croix rouge et manque de se faire tuer dans un train par les Allemands. C'est Jack Garisson, sa petite amie et leur fils qui l'aident à s'échapper de justesse. Garisson lui explique qu'il est maintenant correspondant de guerre pour un journal américain et qu'il doit continuer seul son chemin lui laissant la responsabilité de veiller sur son fils Dominique et sa femme Colette. Anne n'a qu'une seule envie, se rendre à l'hôpital de campagne.

## Fiche technique
- Titre québécois : Anne… la maisons aux pignons verts : Les Années tourmente
- Titre français : Le Bonheur au bout du chemin 3
- Titre original : Anne of Green Gables: The Continuing Story
- Réalisation : Stefan Scaini
- Scénario : Kevin Sullivan et Laurie Pearson, d'après les personnages de Anne… la maison aux pignons verts de Lucy Maud Montgomery
- Montage : Mairin Wilkinson
- Musique : Peter Breiner
- Photographie : Robert Saad
- Producteur : Kevin Sullivan et Jeff Boulton et Trudy Grant
- Production : Sullivan Entertainment
- Distribution : CBC Television
- Pays d'origine :  Canada
- Langue originale : anglais
- Genre : Drame
- Durée : 185 minutes
- Dates de sortie : 
  -  Canada : 5 mars 2000
  -  États-Unis : 23 juillet 2000
  -  Québec : du 22 août au 12 septembre 2000
  -  France : 20 octobre 2000

## Distribution
- Megan Follows (VQ : Sophie Léger) : Anne Shirley Blythe
- Jonathan Crombie (VQ : Daniel Lesourd) : Gilbert Blythe
- Schuyler Grant (en) (VQ : Claudine Chatel) : Diana Barry Wright
- Patricia Hamilton (en) (VQ : Arlette Sanders) : Rachel Lynde
- Greg Spottiswood (VQ : Benoît Rousseau) : Fred Wright
- Cameron Daddo (VQ : Daniel Picard) : Jack Garrison Jr.
- Sonia Laplante (VQ : Natalie Hamel-Roy) : Colette
- Shannon Lawson (VQ : Marie-Andrée Corneille) : Elsie James
- Victoria Snow (en) (VQ : Maryse Gagné) : Margaret Bush
- Janet-Laine Green (en) (VQ : Madeleine Arsenault) : Maud Montrose
- Martha Henry : Kit Garrison
- Nigel Bennett (VQ : Marc Bellier) : Fergus Keegan
- Douglas Campbell (en) : Dr Powell
- Colette Stevenson : Mme Findlay
- Zack Ward (VQ : Paul Sarrasin) : Moody Spurgeon
- Miranda de Pencier (en) (VQ : Johanne Léveillée) : Josie Pye Spurgeon
- Barry Morse : Palmer Winfield
- Dan Lett : Water Owen
- David Gardner : M. Dodd
- Jill Frappier (en) : Mme Dodd
- R. D. Reid : révérend Morgan
- Maggie Huculak : V.A.D.
- Meredith McGeachie : la femme de la Croix Rouge
- Carlo Rota : le conducteur du cockney

 Source et légende : version québécoise (VQ) sur Doublage.qc.ca